# Phytomyza vilnensis
Phytomyza vilnensis är en tvåvingeart som beskrevs av Pakalniskis 1998. Phytomyza vilnensis ingår i släktet Phytomyza och familjen minerarflugor. Inga underarter finns listade i Catalogue of Life.